# خليل إبراهيم (رسام ماليزي)
خلـيل إبراهيم هو رسام ماليزي، ولد في 1934.